# Одруження (фільм, 1977)
«Одруження» (рос. «Женитьба») — російський радянський художній фільм за однойменною п'єсою М. В. Гоголя.

## Зміст
Надвірний радник Подколесін вирішив виправити свої матеріальні справи за рахунок одруження на купецькій доньці, яка вже перетнула межу віку, коли дівчат охоче беруть заміж. І тільки під вінцем він розуміє, що не може пов'язати своє життя з цією негарною і похмурою дівчиною, тому втікає з-під вівтаря у всіх на очах.

## Ролі
- Світлана Крючкова — Агафія Тихонівна Купердягіна
- Олексій Петренко — Іван Кузьмич Подколесин
- Олег Борисов — Ілля Хомич Кочкарьов
- Владислав Стржельчик — Иван Павлович Яичница
- Борислав Брондуков — Никанор Іванович Анучкин
- Євген Леонов — Бальтазар Бальтазарович Жевакин
- Майя Булгакова — Арина Пантелеймонівна
- Валентина Тализіна — Фьокла Іванівна

## Знімальна група
- Автор сценарію: Віталій Мельников
- Режисер: Віталій Мельников
- Оператор: Юрій Векслер
- Художник: Олег Шейнціс